# Aachenska katedrala
Aachenska katedrala, često zvana i Carskom katedralom (njem.: Kaiserdom), je rimokatolička crkva u Aachenu, Njemačka. Ona je najstarija katedrala u sjevernoj Europi, a tijekom srednjeg vijeka bila je poznata kao Kraljevska crkva Svete Djevice Marije od Aachena. Punih 600 godina, od 936. do 1531. god., Dvorska kapela u Aachenu je bila krunidbena crkva 30 njemačkih kraljeva i 12 kraljica. Crkva je danas episkopalno sjedište Aachenske biskupije.
God. 1978., katedrala je bila jedna od prvih 12 spomenika koji su dospjeli na UNESCOv popis mjesta svjetske baštine u Europi, kao prvi njemački spomenik i jedan od prva tri europska spomenika povijesne i kulturne baštine.

## Dijelovi

### Dvorska kapela
Srce katedrale je karolinška Dvorska kapela, koja je danas malena u usporedbi s ostalim nadogradnjama. Karlo Veliki je započeo izgradnju Dvorske kapele oko 792. god. zajedno s drugim obližnjim građevinama koje su pripadale kraljevskoj palači. Posvetio ju je 805. god. papa Lav III. u čast Djevice Marije. Njena značajna nadogradnja je izvršena u 10. stoljeću, a obnova u 1881. god.

### Kor
Kako bi se osigurao dovoljno veliki prostor za brojne hodočasnike, izgrađen je veliki gotički kor u obliku dvorane s dvodijelnom tzv. „staklenom kapelom“ (Capella vitrea) koja je posvećena na 600tu godišnjicu smrti Karla Velikog.  Kupola, nekoliko drugih kapela i zvonik su izgrađeni kasnije.

### Riznica
Riznica Aachenske katedrale sadrži remek djela religijske umjetnosti iz kasne antike, karolinškog, otonskog i štaufskog razdoblja, kao što su jedinstveni Lotarov križ, Bista Karla Velikog i Sarkofag Perzefone. Ova riznica se smatra jednom od najvažnijih crkvenih riznica u Europi.  

### Kripta Karla Velikog
U kripti katedrale sahranjen je Karlo Veliki 814. god., a 1000. god., Oton III. (koji je također sahranjen u katedrali) ju je dao otvoriti, što je zabilježio Oton iz Lomella u Novaleškim kronikama oko 1026. god. Tu spominje kako su se iznenadili pronašavši Karlovo tijelo u sjedećem položaju sa zlatnom krunom na glavi i žezlom u rukavicama kroz koje su probili nokti. Iznad njega se nalazio kanopos od vapnenca i mramora. Na zidu velike dvorane u gradskoj palači u Aachenu nalazi se naslikan upravo prizor kako Oton s plemićima gleda u mrtvog Cara. 
God. 1165., car Fridrik I. Barbarossa je dao da se kripta ponovno otvori i posmrtne ostavke Cara je smjestio u porfirni sarkofag za koji se vjeruje kako je bio jedan od onih u kojima je sahranjen cezar August. Tu su njegove kosti ležale do 1215. god. kada ih je Fridrik II. smjestio u lijes od zlata i srebra.

### Oltar Djevice Marije
Oltar Djevice Marije na kraju kora datira od 1220. – 1239. god. On je ukrašen figurama Krista, Gospe, Karla Velikog, pape Lava III. I likovima dvanaest apostola. U njemu se nalaze četiri velike Aachenske relikvije: Gospin ogrtač, Isusova odjeća, odjeća u kojoj je sv. Ivan Krstitelj pogubljen i Kristov pokrov. Od 1349. god. nastao je običaj da se svake sedme godine relikvije izvade iz oltara i izlože tijekom Velikog Aachenskog hodočašća. Ovo hodočašće se posljednji put održalo u lipnju 2007. god. 
- Relikvija u obliku biste Karla Velikog
- Karolinški oktagon dvorske kapele
- Svod dvorske kapele
- Barbarossin luster (1170.)
- Oltar Djevice Marije (1238.)

## Vanjske poveznice
- Vodič kroz Aachensku katedralu  Arhivirana inačica izvorne stranice od 31. listopada 2019. (Wayback Machine)
- Aachenska katedrala (njemački)
- panoramska slika